# Stefanía Fernández

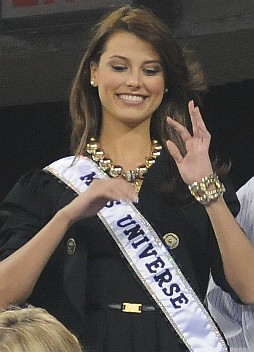
Stefanía Fernández

Stefanía Fernández (născută la 4 septembrie 1990 în Mérida, Venezuela) este un fotomodel din Venezuela. Stefanía a fost aleasă în anul 2008, în Caracas, Miss Venezuela și va primi titlurile revistelor de Miss Elegance, Best Body și Best Face. În august 2009, în Nassau, pe insulele Bahamas, a fost aleasă Miss Universe după Dayana Mendoza, fosta Miss Universe. Cu această ocazie, pentru prima oară în istoria concursurilor de frumusețe, pentru doi ani consecutivi, au fost alese două Miss Universe, din aceași țară.